# Ольмани
Ольмани (біл. Альманы) — село в Білорусі, у Столинському районі Берестейської області. Орган місцевого самоврядування — Струзька сільська рада.

## Історія
За даними українського націоналістичного підпілля, у грудні 1942 року село спалили та пограбували німці.

## Населення
За переписом населення Білорусі 2009 року чисельність населення села становила 1041 особа.